# Petre Ghelmez
Petre Ghelmez (n. 2 martie 1932, Gogoșari, județul Vlașca, azi județul Giurgiu – d. 9 martie 2001) a fost un poet, scriitor pentru copii, publicist și editor.

## Biografie
Petre Ghelmez urmează școala primară în comuna natală (1939-1945), apoi liceul teoretic Ion Maiorescu din Giurgiu. Aici, în cenaclul „Luceafărul”, își citește primele lui compuneri poetice, bucurându-se de oarecare notorietate. În 1952, când își ia bacalaureatul cu note dintre cele mai bune, nu se gândește să se înscrie la admiterea în vreo facultate cu profil umanist. Un rest de mentalitate țărănească, un moment de înclinare spre un pragmatism mai sigur îl determină să se înscrie la Facultatea de Medicină Veterinară, la care renunță după un an, din toamna lui 1953 transferându-se la Institutul Pedagogic de doi ani, tot din București, la secția de română-istorie pe care o absolvă în 1955. Își continuă studiile filologice la Universitatea București, la secția de literatură, critică literară și folclor, pe care le va finaliza în 1959. După terminarea studiilor devine, pe rând, redactor la ziarul Scînteia tineretului, redactor-șef adjunct la revistele pentru copii Luminița, Arici-Pogonici, Cutezătorii, director la Editura Albatros (1970-1974), redactor-șef al revistei Tribuna României (1974-1990) și director al revistei pentru copii Ariel (1993-1995), editată sub egida Comitetului Național Român UNICEF, revistă cu o largă paletă enciclopedică, ilustrată de artiști plastici și graficieni precum Silviu Băiaș și Ana Maria Smighelesky.
Debutul în presa literară a avut loc în iunie 1955, cu poezia Despărțire de sat, în revista Tânărul scriitor, iar debutul editorial, în 1967, cu volumul de versuri Germinații, în colecția Luceafărul, Editura pentru Literatură. A colaborat la revistele Tânărul scriitor, Luceafărul, România literară, Viața românească, Steaua, Tomis, Tribuna României, Ariel, precum și la radio și televiziune.

## Viața personală
În ultima zi a anului 1959, se căsătorește cu Elena Gheorghiță, profesoară de limba și literatura română, olteancă din comuna Giubega, județul Dolj, care va deveni de-a lungul anilor, până la moarte tovarășa sa de viață, colaboratoarea cea mai apropiată a poetului, a redactorului și directorului unor edituri de mare prestigiu. Cea mai importantă din toate a fost Editura Albatros. Elena-Ileana, Ilaila - Ila (cum era numită de soțul ei în intimitate și în scrisorile pe care i le adresa, semnând-se „Titu”), a terminat Facultatea de Filologie în 1957, cu doi ani înaintea lui Petre. De la ea ne-a rămas un foarte prețios portret moral al poetului Câmpiei dunărene. „Satul era prezent în mod continuu în mintea și sufletul său, parte din ființa lui Petre. Ne duceam des, la două-trei săptămâni, ani în șir, dar nu-i plăcea să locuiască acolo și n-a scris niciodată acolo sau în altă parte. N-a scris decât în locul ocrotit și liniștit, cu draperiile trase, din București. Atent, prietenos, vorbind în sat cu toți, n-a fost cu nunțile, botezurile, cumetriile sau alte petreceri de gen, care degenerează de obicei în altceva. Și la sat și la oraș agrea compania celor care se ridicau în discuții măcar la un anumit nivel... Bârfa, distracția cu băuturi și vorbe deșucheate - nu! Petrecerea cu idei, gânduri înalte, discuție elevată, originală, cu asociații de idei dintre cele mai nebănuite se transformau în banchet de suflet, chiar până la opt dimineața.”

## Activitatea la Editura Albatros
Împreună cu colegii din redacție, Petre Ghelmez (director 1970-1974) inițiază seria „Dicționarelor Albatros”, primul dintre acestea fiind Dicționarul de literatură contemporană al lui Marian Popa, apărut în două ediții, bine primit de public, acceptabil ca preț, larg răspândit prin ample tiraje. Tot aici, apare eminescianul Dicționar de rime și multe altele care nu privesc direct literatura, însă tot atât de necesare, cerute de marele public. Lui Ghelmez i se datorează un număr mare de colecții de texte din literatura națională, prin înființarea seriilor de „sinteze”, între care Lyceum - texte comentate și colecția Cele mai frumoase poezii, antologii bine lucrate de îngrijitori experți în materie, prevăzute cu prefețe scrise de criticii cei mai buni, de natură să popularizeze operele celor mai reprezentativi poeți ai timpului, ca și seria intitulată Contemporanul nostru... sau cea intitulată Convorbiri cu... (unde, între altele, au apărut și prețioasele pentru istoricii literari Convorbiri cu Marin Preda, semnate de Florin Mugur).
La Albatros au apărut cărți fundamentale, de referință, de natură să impulsioneze mult diversificarea de stiluri în arta scrisului frumos prin intensificarea contactelor cu alte mari literaturi. Așa a fost excepționala Panoramă a poeziei universale (1900-1950), o foarte cuprinzătoare antologie întocmită de A.E. Baconsky - selectare, traducere și prezentare - apărută în 1972. La fel este și ediția bibliofilă, în 6 limbi, Eminescu, „Poezii”, ediția de asemenea bibliofilă și în 6 limbi Miorița și alte cărți importante pentru cunoașterea literaturii române peste hotare.
Este de subliniat faptul că, deși el însuși se afla pe punctul cel mai de sus al făuririi propriei opere, Petre Ghelmez nu a publicat niciuna din cărțile lui la editura pe care o conducea.

## Volume de poezie
- Germinații, 1967;
- Altare de iarbă, 1969;
- Lynxul, 1972;
- Sonetele, 1974;
- Evenimente, 1976;
- Conversația, 1981;
- Coborârea în cuvânt, 1987;
- Paradisul atomic, 1989;
- Cvartet, patru anotimpuri argheziene, 1997;
- Gloria Lynxului, 2001;
- Câmpia de platină, 2002,
- Biblii și oameni de plastic, 2002;
- Marele Calendar, 2002;
- Umbra cocorului. 50+70+50 poeme în marele stil haiku 5+7+5, 2003;
- Lebăda albă, 2003;
- Inedite, 2003.

În 2022 Biblioteca Județeană „I. A. Bassarabescu” Giurgiu a publicat o antologie de poezii ale scriitorului, volum intitulat Joc de trifoi, în cadrul Colecției Biblioteca Giurgiuveană.

## Cărți pentru copii
- Joacă-te, gândule, 1969;
- Puf-Pufos, aventurile unui iepuraș curajos, 1971, 2002;
- Cine ești, pasăre?, 1972;
- Mânzul de vânt (povestiri), 1979, 2002;
- Măgărușul (povestiri), 1986;
- Alfabetul vesel (versuri), 1991, 2002;
- Livada Măgărușului (versuri), 2002,
- Domnișoarele Zebre și alte povestiri, 2002;
- Mogâldarii. Poem eroicomic pentru toți copiii de la 9 la 99 de ani (versuri pentru copii), 2002;
- Călătoriile lui Marco Polo și alte povestiri, 2002;
- Nemaipomenita poveste a Omului de piatră care a inventat Alfabetul de piatră (proză ritmată), 2002;
- Roata proverbelor (versuri), 2002;
- Balena Albastră (povestiri), 2002;
- Cerbul cu stea în frunte (povestiri), 2002;
- Puf-Pufos la școală (scenetă), 2002;
- Puf-Pufos la bibliotecă (scenetă), 2002;
- Puf-Pufos și vestitorii primăverii (scenetă), 2002;
- Enigmele civilizațiilor (proză), 2002.

## Traduceri în limba română
- Abu-Lala-Mahari de Avetik Isahakian, 1982
- Poeme de Anna Ahmatova, 1989

Pentru volumul Sonetele, apărut la Editura Cartea Românească în 1974, i-a fost decernat Premiul Mihai Eminescu al Academiei Române, în 1976, iar la ediția jubiliară a Jocurilor Latinității, Franța, 1978, i s-a acordat premiul al II-lea, pentru poemul Laudă Limbii Române.

## Omagiu
În satul său natal, Gogoșari, există Casa Memorială „Petre Ghelmez”, precum și biblioteca ce îi poartă numele, în municipiul Giurgiu exisă o stradă „Petre Ghelmez”, iar în București școala nr. 58 poartă numele poetului din 2004.
Biblioteca Județeană „I. A. Bassarabescu” Giurgiu organizează, începând cu anul 2002, Concursul național de creație literară „Petre Ghelmez”, omagiu adus poetului vlăscean, pentru a stimula creația literară în rândul copiilor de vârstă școlară.

## Vezi și
- Pompiliu Dumitrescu